# Stéphane Peu
Pour les articles homonymes, voir Peu.
Stéphane Peu, né le 24 juillet 1962 à Pau (Pyrénées-Atlantiques), est un homme politique français. 
Membre du Parti communiste français, il est élu député de la 2e circonscription de la Seine-Saint-Denis aux élections législatives de 2017, réélu en 2022 et, au premier tour, en 2024.
En avril 2025, il succède à André Chassaigne à la présidence du groupe de la Gauche démocrate et républicaine.

## Biographie
Fils d’un ouvrier et d’une femme de ménage, Stéphane Peu passe son enfance en Bretagne et s'engage auprès des Jeunesses communistes après son service militaire.
Arrivé à Saint-Denis dans les années 1980, il est élu sur la liste du PCF lors des élections municipales de 1995. Il est adjoint au maire de la ville, chargé de l'urbanisme, et vice-président du conseil du territoire Plaine Commune, délégué à l'habitat et au foncier, fonctions qu'il abandonne conformément à la loi après son élection comme député.  
Il intègre, en novembre 2011, le Conseil national de l'habitat sur désignation de la Fédération nationale des offices publics de l'habitat.
Il est candidat d'union du Parti communiste français et de La France insoumise, soutenu par Ensemble !, aux élections législatives de 2017 dans la deuxième circonscription de la Seine-Saint-Denis. Le 18 juin 2017, il est élu député face à Véronique Avril, candidate de La République en marche. Son élection marque le retour du PCF dans la circonscription, victorieux à chaque élection législative depuis sa création, mais battu en 2012 par le socialiste Mathieu Hanotin. 
Il fait partie du groupe parlementaire de la Gauche démocrate et républicaine, constitué par onze élus communistes et cinq élus ultramarins.
En vue du congrès du Parti communiste français de 2018, Stéphane Peu présente avec Elsa Faucillon un texte proposant notamment une alliance avec La France insoumise. Il rassemble moins de 12 % des voix lors du vote des militants, alors que leur objectif se situait entre 15 et 20 %.
En mai 2022, il est de nouveau investi par le Parti communiste, dans le cadre de la coalition Nouvelle Union populaire écologique et sociale, dans la 2e circonscription de la Seine-Saint-Denis et obtient au premier tour un des meilleurs scores de son parti. Il est réélu au second tour en battant la candidate de la majorité présidentielle par 78,70 % contre 21,30 %.
Candidat à sa réélection sous la bannière du Nouveau Front populaire lors des élections législatives anticipées de 2024, il est élu au premier tour avec 71,80 % des voix.
À partir du 1er avril 2025, il copréside, avec Émeline K/Bidi, le groupe de la Gauche démocrate et républicaine, succédant à André Chassaigne, démissionnaire. 

## Résultats électoraux

### Élections législatives
| Année | Parti  | Parti | Circonscription            | 1er tour | 1er tour | 1er tour | 2d tour | 2d tour | Issue |
| Année | Parti  | Parti | Circonscription            | Voix     | %        | Rang     | Voix    | %       | Issue |
| ----- | ------ | ----- | -------------------------- | -------- | -------- | -------- | ------- | ------- | ----- |
| 2017  |        | PCF   | 2e de la Seine-Saint-Denis | 4 785    | 27,69    | 1er      | 8 501   | 57,89   | Élu   |
| 2022  | 11 083 | PCF   | 2e de la Seine-Saint-Denis | 62,85    | 1er      | 13 180   | 78,70   |         | Élu   |
| 2024  | 22 055 | PCF   | 2e de la Seine-Saint-Denis | 71,80    | 1er      |          |         |         | Élu   |

## Distinction
- Chevalier de la Légion d'honneur (décret du 14 juillet 2012[13])